# 播半
播半（はり半）は、かつて心斎橋や兵庫県西宮市に存在した創業1879年（明治12年）の老舗料亭。

## 概要
初代播磨屋半兵衛が明治12 年に心斎橋で創業した料亭。
兵庫県西宮市の甲陽園へも出店し、戦前は大阪市内三店と甲陽園の四店で営業されていた。
谷崎潤一郎『細雪』にも登場する料亭。
大阪市内にあった三店は太平洋戦争時に焼失。
甲陽園にかつて存在した播半（はり半）は阪神間モダニズム時代の1927年（昭和2年）に建設されたが、2005年（平成17年）閉店。跡地は日本エスリードによる分譲マンション「エスリード西宮甲陽園」となっている。

## 文献
- 谷崎潤一郎『細雪』（中公文庫、1983年1月　ISBN 412200991X）
- 谷崎潤一郎『細雪』（上巻）（新潮文庫、改版1997年4月　ISBN 4101005125）
  - 『細雪』（中巻）（ISBN 4101005133）
  - 『細雪』（下巻）（ISBN 4101005141）